# Томас Штренґберґер
Томас Штренґберґер (нім. Thomas Strengberger; нар. 5 жовтня 1975) — колишній австрійський тенісист.
Найвищу одиночну позицію світового рейтингу — 447 місце досяг 5 серпня 1996, парну — 135 місце — 13 вересня 1999 року.

## Фінали турнірів ATP за кар'єру

### Парний розряд: 1 (0–1)
| Результат | В-П | Рік  | Турнір            | Покриття | Партнер       | Суперники                   | Рахунок  |
| --------- | --- | ---- | ----------------- | -------- | ------------- | --------------------------- | -------- |
| Поразка   | 0–1 | 1997 | Кіцбюель, Австрія | Ґрунт    | Томас Бухмаєр | Вейн Артурс Річард Фромберг | 4–6, 3–6 |

## Титули на челленджерах

### Парний розряд: (8)
| Ранг | Рік  | Турнір                     | Покриття | Партнер        | Суперники                          | Рахунок       |
| ---- | ---- | -------------------------- | -------- | -------------- | ---------------------------------- | ------------- |
| 1.   | 1997 | Скоп'є, Північна Македонія | Ґрунт    | Томас Бухмаєр  | Небойша Джорджевич Душан Вемич     | 6–4, 7–6      |
| 2.   | 1998 | Київ, Україна              | Ґрунт    | Томас Бухмаєр  | Джефф Кутзе Джим Томас             | 6–4, 7–6      |
| 3.   | 1998 | Будапешт, Угорщина         | Ґрунт    | Габор Кевеш    | Леош Фридль Радек Штепанек         | 6–4, 6–4      |
| 4.   | 1999 | Відень, Австрія            | Ґрунт    | Юліан Ноул     | Петр Кралерт Мішель Кратохвіл      | 6–3, 6–2      |
| 5.   | 1999 | Манербіо, Італія           | Ґрунт    | Массімо Валері | Федеріко Бровне Франсіско Кабельйо | 6–3, 6–3      |
| 6.   | 1999 | Фройденштадт, Німеччина    | Ґрунт    | Жоан Бальсельс | Міхал Табара Робін Вік             | 4–6, 6–2, 6–3 |
| 7.   | 2000 | Лінц, Австрія              | Ґрунт    | Юліан Ноул     | Петр Лукса Давід Шкох              | 6–3, 7–5      |
| 8.   | 2001 | Манербіо, Італія           | Ґрунт    | Аттіла Шавольт | Алессандро Да Коль Андреа Стоппіні | 7–5, 7–5      |